# Чєрна Вода (округ Ґаланта)
Чєрна Вода (словац. Čierna Voda) — село в окрузі  Ґаланта Трнавського краю Словаччини. Площа села 12,14 км². Станом на 31 грудня 2015 року в селі проживало 1387 жителів.
Протікає річка Чєрна Вода.

## Історія
Перші згадки про село датуються 1217 роком.

## Населення
| Рік:            | 1994. | 2004.   | 2014.   | 2024.   |
| --------------- | ----- | ------- | ------- | ------- |
| Кількість осіб: | 1321  | 1410    | 1377    | 1397    |
| Різниця:        |       | +6,73 % | -2,34 % | +1,45 % |

| Рік:            | 2023. | 2024.   |
| --------------- | ----- | ------- |
| Кількість осіб: | 1408  | 1397    |
| Різниця:        |       | -0,78 % |